# レジデント〜5人の研修医
『レジデント〜5人の研修医』（レジデント ごにんのけんしゅうい）は、TBS系列で2012年10月18日から同年12月20日まで、木曜ドラマ9枠で放送されたテレビドラマ。主演はゴールデンタイムの連続ドラマでは初主演となる仲里依紗。放送時間は毎週木曜日の21:00 - 21:54（JST）。初回は15分拡大（21:00 - 22:09）で、同時に直後番組『ひみつの嵐ちゃん!』との接続はステブレレス。
キャッチコピーは「研修医、命を救う者たちの通り道。」

## あらすじ
医療機関に入所した5人の新人研修医たちは、3か月間の限定で救命救急センターへの研修配属先が決まる。しかし、新人ゆえまだ医療技術はまったくの未熟であった中、一刻を争う救命救急の現場での研修を通して成長する5人の姿を描いた青春群像の背景をベースに、物語は進んでいく。

## 登場人物

### 青林大学医学部付属病院 救命救急センター

#### 研修医
美山 しずく (24) - 仲里依紗（幼少期：久家心）
生来の粗暴さで相手に自分の弱さを見せることが出来ず、さばさばした負けず嫌いな性格をしており、誰に対してもあけすけな態度で接する。それが理由で彼氏にも振られた。地方にある美山医院の娘で、幼少期に双子の弟の命を救った父親の姿を見て医師になることを決意し、自分に期待していないと言い切る父親の鼻を明かしたいと思い、父親の反対を押し切って奨学金で医学部に入る。男に負けないようにと今まで努力してきた。小児科研修を終えて救急研修に配属になる。どんな仕事もそつなくこなせるが、患者に感情移入し、プライベートにまで首を突っ込んでしまう。趣味はアマチュアボクシング。昼ごはんにいつも大きなおにぎりを持ってくる。アルコールが強く、1度飲み始めると止まらないため、外では飲まない主義を通している。しばらく恋人はいらないとしている。
矢沢 圭 (24) - 林遣都（幼少期：笹岡サスケ）
男に捨てられたことで、1人で圭を育てることに限界を感じたアルコール依存症の母親に捨てられ、児童養護施設で育った過去を持つ。医師になろうと決めたのは、人生を変え、誰にも後ろ指を刺されず、1人でしっかり生きていけるようにするためだった。その為、裕福な家庭で育った真中に異様な嫉妬心を見せていた。だが、母親が久しぶりに訪ねてきたことで、幼少期から抱えていた母親とのわだかまりが再燃し、母親と同じように酒に溺れてしまい、自殺未遂を起こしたときに真中に命を助けられ、彼の患者に対する想いを知ったことで和解する。また、自分にずっと思いを寄せ、母親のことで不安定になる自分を気遣った紗知と付き合うことになる。
真中 潤一 (24) - 増田貴久（NEWS）
内科研修を終えて救急研修に配属になる。父親は真中形成外科病院を経営している。優しくて気の弱い性格。当初は注射を打つことや患者への対応がうまく出来ず、指導医の叱責を受けることも多かったが、現在は目的を持って医療に邁進している。人当たりが良い性格のため、看護師の雑用などを手伝わされている。金持ちケンカせず、の代名詞。(女医が結婚に不利だという理由で)普通の学部に通う妹がいる。しずくに好意を抱くも、その想いは本人には伝わらなかった。下戸。反射神経がいい。
小岩井 陽菜子 (24) - 大政絢（幼少期：石渡久留美）
東京大学医学部卒業見込み。麻酔科研修を終えて救急研修に配属になる。相手にどれだけ自分の容姿が良く見えるかを気にしている。当直の日にはシャワーを浴びたり、事前に自分にあった化粧水を置いておくなど余念がない。当初は医療に従事する考えに希薄な面が目立っていたが、同じ医療現場で頑張る仲間との交流を経て、次第に患者に対しての考え方に変化が見られる。昔は体格もよく、顔も残念で、いじめに遭っていた。しかしそれから努力して、スタイルもよく、顔もきれいになった。
新城 紗知 (24) - 石橋杏奈
呼吸器内科研修を終えて救急研修に配属になる。冷静で優秀。当初は研修医の仲間に対して頑なに拒絶した態度を見せていたが、お互いの気持ちを理解することで次第に心を開いていく。ずっと誰かに言ってほしかったことを唯一自分に言った矢沢に好意を抱き、彼の複雑な生い立ちや母親との関係で苦悩する彼の姿を見て、何かと気に掛ける。
幼少期に、幼馴染の拓巳とその妹であるリカと海に行った際、海で溺れた自分を助けたあとに拓巳が死んでしまう。彼は医師になることを目標にしており、その夢を叶えるために医師を志す。拓巳は初恋の相手でもある。

#### 指導医
宮島 一樹 (35) - 小澤征悦
指導する研修医：美山。指導する研修医は誰を選んでも使い物にならないので割り振りは適当で良いと発言するがしずくには興味を示す。自身の幼い息子とその友達が事故に巻き込まれた際、医師としてではなく父親として2人に接し、2人とも失った過去を持つ。妻とは息子の死を一緒に乗り越えられず離婚し、それ以来独身。
田淵 育男 (45) - 古田新太
指導する研修医：矢沢・新城。妻帯者。ルックスが可愛い研修医を選んで本気で恋愛しようとしている。熟練した医師で、明るいムードメーカー。同僚や研修医を愛称で呼ぶ。
香澄 弥生 (39) - 須藤理彩
指導する研修医：真中・小岩井。「研修医は医者ではない」と勝手な判断をしないようにしずくたちに指導する。周りの男性を一瞬で黙らせる強さを持っている。バーを経営する香澄研二の妻で不妊治療中。不妊治療をやめた途端に妊娠した。

#### 専修医
前田 一平 (35) - 荒川良々（少年期：黒田博之）
医科大学の入学試験に4回落ち、入学してから単位を落とし1年留年、その後医師国家試験に2回失敗している。しずくに「白地蔵」と呼ばれている。初期研修を終えた3年目の医師で消化器外科医を目指し、救命救急で働いている。幼い頃入院していた自分を執刀した医師に対する憧れが、医師を志す原点となった。何度失敗しても医師の道をあきらめなかったのもそれが理由。
飯田 浩輔 - 奥野瑛太
麻酔科医。

#### 看護師
迫田 恵子 (40) - 光浦靖子（オアシズ）
主任。医師たちの無理な注文でも冷静さを失わず対応している。
千葉 洋子 - 山田真歩
長谷川 誠 - 松島庄汰
相田 遥 - 志保
馬場 恵 - 青谷優衣

### その他
美山 勝己 (50) - 寺島進
しずくと皆人の父親。美山医院院長。女性である娘のしずくに医師として期待もしていないと拒絶し、また、後継者としても認めていない。
美山 涼子 (50) - 山下容莉枝
しずくと皆人の母親。家族と疎遠になっている娘を心配し、一度実家に戻ってくるように電話口で説得する。頑固な父と、強気なしずく、気弱な皆人の間を取り持つ。
美山 皆人 (24) - 千葉雄大（幼少期：橋本智哉）
しずくの双子の弟。姉が医師を目指す切っ掛けを作る。二浪してまで医学部に入学するが、姉が美山医院を継げば良いとの勝手な思いで医科大学を中退する。
新たな道を見つけ美術大学進学を目指してアルバイトで学費を稼ごうと頑張っていたが溶連菌感染症に罹ってしまい、上肢の壊死の進行が早く切断以外の選択肢は見つからなかった。それを機にしずくを拒絶するが、最終回で少し雪解けする。
矢沢 久美 (44) - 高岡早紀
圭の母親。息子を育てられないと幼少期に手放したが、圭が医者になったと聞きつけて救命救急センターにやって来る。それ以来また圭に金を無心する。アルコール依存症。
香澄 研二 (42) - 皆川猿時
バー「三月うさぎ」のマスター。弥生の夫。しずくらにデリバリーのピザを注文され、一旦は激怒するがその無茶な注文を受け入れる。下戸でお酒に弱いしずく、真中らがウーロン茶を注文する際、毎回「だからね、ここはお酒を飲む場所だ」と言いながらもソフトドリンクを出していた。

### ゲスト

#### 第1話
沢田 巌 (64) - 平泉成（第2話）
腹痛を訴え外来に来た患者だがかなり泥酔しており、医者の説明をまともに聞けない状態であった。診療に時間を取られることに腹を立て、医者の治療を受けずに一度帰宅するが、再び自宅で倒れ搬送されてくる。
山下 夏希 (17) - 山下リオ
異性問題のトラブルで薬物過量摂取による自殺未遂を起こし2回救命救急センターに搬送される。
山下 葉子 (43) - 大家由祐子
夏希の母親。
内海 翔 (28) - 波岡一喜（第4・6話）
しずくのキックボクシングのコーチ。しずくとスパーリング中に腹痛を訴え、救急搬送される。手術室が空いておらず、処置室で盲腸切除術による緊急開腹手術を行う。
青木 奈那子 - 中島妙子
交通外傷による腹部から骨盤にかけての打撲で搬送され、腹部大動脈破裂のため処置室で緊急開腹手術を行うが出血が止まらず意識レベルが低下し命を落とす。
中野 - ガンビーノ小林
潤一が注射針を刺してルートを取ろうとするが、あまりの痛さに我慢できず激怒する。
慎平 (声) - 森田甘路
しずくの彼氏。気が強い女性ではなく甘えて頼ってくる女性と付き合いたいと電話口でしずくに別れを告げる。

#### 第2話
キヨミ (19) - 水崎綾女
ケンジの彼女。妊娠していたが臨月まで彼氏には黙っていた。
ケンジ (20) - 鈴木亮平
彼女の妊娠の兆候に気付かずただの腹痛だと思い、救命救急センターの外来へ診察に来る。
神田 (32) - 野間口徹
ビタミン剤の空き瓶に入っていた磁石を錠剤だと勘違いし、誤飲してしまう。それから数日放置した後に上手く排泄されず、腸閉塞を引き起こす。
神田 佳織 (30) - 植木夏十
神田の妻。

#### 第3話
川上 哲治 (62) - 小野武彦
普段は温厚な性格だが、会社を定年退職してから短気な性格に変わってしまい、医師の診察を受けたところ、心因性のストレスが原因ではないかと言われる。
だが最近、買物をした記憶がないのに身に覚えのないレシートが増え、同じ食事を何回も繰り返し摂ってしまう。そのことで妻に理由を聞かれるが、覚えていないことをどう答えていいか悩んでいた。
川上 フミ (86) - 宮内順子
哲治の母親。自宅内で転倒し、腰椎を骨折し介護が必要な身体になってしまう。
川上 順子 (60) - 木内みどり
何処に行くかも告げずに忽然と姿を消す夫が浮気をしているのではと疑い、離婚を考えていた。性格が豹変した夫を受け入れられずにいる。
河野 リカ (21) - 相葉香凛（少女期：天内千尋）
拓巳の妹。兄の代わりに紗知が生きていることが許せず、兄の死を今でも引きずっている。紗知と何年か振りに街で偶然再会する。
風邪の治療のために青林大学付属病院へ訪れ、その帰りにエレベーターの中に閉じ込められ、気管支閉塞による呼吸困難に陥る。
河野 拓巳 - 杉本央
将来、医師を目指していた。海で溺れていた幼なじみの紗知を助けた後に死亡してしまう。
河野 真弓 (50) - 古村比呂
リカ・拓巳の母親。娘の急病で病院に駆け付けたときに久し振りに会った紗知に「息子の想いを紡いで医師になってくれて、娘を助けてくれてありがとう」と感謝の言葉を述べる。
斉藤 マヤ (13) - 吉田里琴
腎臓疾患を抱える少女。「透析は何故必要なのか」と紗知に問う。助かる道は腎移植しか選択肢が残されていないが、ドナー患者のことを考えるとその想いは重すぎて、受け入れられないと移植を拒んでいる。
斉藤 美加子 (39) - 伊藤かずえ / 斉藤 健介 (43) - 加門良
マヤの両親。移植を拒んでいる娘の容体が心配で彼女への説得を試みる。

#### 第4話
高村 志津 (72) - 加賀まりこ
矢沢に好意をもち、病気を偽って外来に来ていた患者。地方の老人ホームに入居する前の思い出作りとして水族館に行きたいと矢沢を誘う。
上野 ルカ (15) - 杉咲花
貧血で倒れたときにしずくに助けられる。母親に憧れ、嫌われたくないと思う気持ちから太るのを気にして肉類を避けたことにより、鉄分が不足し、潜在性鉄欠乏症に陥る。
上野 薫 (45) - 若村麻由美
ルカの母親。学習や容姿に置いても、常に上位を目指すよう娘に過度なプレッシャーやストレスを与え続けてきた。
ツルコ - 前田健 / カメコ - 深沢敦
初療室で喧嘩を始めるが、弥生に一喝されて大人しくなる。

#### 第5話
田村 敏生 (44) - 津田寛治
田淵とは中学校以来の旧友。がんが末期にまで進行し余命3カ月と宣告される。息子の野球の試合を見に行きたがっている。
佐久間 秀夫 (58) - 本田博太郎
あおいの父親。自身の浮気が原因で妻と娘とは絶縁状態。青林大学病院内で娘を探し回っていたところ、陽菜子たちに怪しい不審者だと勘違いされ、追いかけられているときにストレッチャーと交錯し転倒する。
怪我の有無を確認するため検査をしていたら、胸部大動脈瘤が見つかる。
水野 あおい (28) - 原田夏希（幼少期：佐藤芽）
看護師。結婚する夫を支えるために青林大学病院を退職する。家庭を捨て女性と逃げた父を今でも恨んでいたが、幼少期に父親と一緒にバージンロードを歩く約束を交わしていた。
田村 ハル (9) - 土師野隆之介
敏生の息子。自分が少年野球で頑張っている姿を父親に見せたいため、試合の応援に来てほしいとお願いする。
藤井 翼 (10) - 藤本哉汰
友達のマサキ（演：中村柊芽）と遊んでいるときにジャングルジムから転落し、怪我は軽傷だったが頭部打撲の経過観察のため、救急病棟へ入院する。
女の子と同じような感覚でファッションやコスメに興味を持ち、陽菜子のしているメイクやアクセサリーに惹かれる。
田村 雪子 (42) - 澤口夏奈子
田村の妻。
葉山 - 安井順平
青林大学病院呼吸器外科医。敏生が患っている病気は骨まで病変が浸潤しているので、疼痛コントロールが必要な状態で主治医として外出許可は出せないと田淵に話す。

#### 第6話
赤城 雄太 (28) - 宮尾俊太郎
元プロボクサー。EIWA SPORTS GYM所属のコーチ。半年前から脳幹部神経膠腫を患い、病気が悪化したためにGYMを退職し、青林大学病院の脳外科に入院する。死を覚悟し、DNARオーダーにサインをしていた。
山村 武 (60) - 篠田三郎
消化器外科の権威。少年期に肝臓病を患い苦しんでいた一平を治療し、彼が山村に憧れ医者を目指す切っ掛けを作る。
会議に出席するために青林大学病院を訪れたとき、交通外傷で肝臓破裂を患った患者が運び込まれ、執刀出来る技術を持ち合わせているのは山村しかおらず、緊急手術の依頼を受ける。
赤城 敬子 - 中村久美 / 赤城 友一 - 園岡新太郎
雄太の両親。
林 和義 - 飯田基祐
青林大学病院脳神経外科医。赤城の担当医。

#### 第7話
新村 汐里 (27) - 黒川芽以　
幼いころに病弱だったこともあり、姉・絵里子よりも過保護に育てられ、自分の我儘が許されてきた。姉・絵里子の体調が優れないときに自分の都合だけを優先する。
新村 絵里子 (32) - 松田沙紀　
体調が悪化して救命救急センターに運び込まれ、家族に妊娠している事実を知られてしまい、中絶手術を決断する。両親の愛情が妹に注がれていることで幼いときから全てに置いて、我慢を強いられてきた。
新村 美津子 (60) - 田島令子
娘たちを良識ある人間に育てたという自負があり、男性と交際関係がない長女が妊娠していると医者から聞かされたときに愕然として、その場に倒れてしまう。
三上 達哉 (30) - 内田朝陽　
汐里の彼氏。最近、彼女との恋愛関係があまり上手く行っていなかった。
橋本 リョウジ (25) - 菅田将暉　
大輝の父親。矢沢の幼馴染。幼少期に父親から虐待を受けて育った家庭環境のため、子供への愛情やしつけの仕方を間違えていたが、そのことに今まで気付かず、息子に接してきた。
橋本 亜希 (23) - 平田薫　
大輝の母親。リョウジの妻。夜は働きに出て忙しいことを理由にして、子供に満足な食事を与えていなかった。
橋本 大輝 (5) - 君野夢真
食中毒による腹痛を訴え、救命救急センターの外来で診察を受けたときに、身体に複数の痣があることに矢沢が気付く。

#### 第8話
新井 美帆子 (35) - 吉田羊
宮島の前妻。現在は友久と再婚している。
新井 友久 (42) - 古舘寛治
駅の階段で転倒し救命救急センターに運び込まれ、容体を調べるために詳しい検査をしている中で脊髄に悪性腫瘍が見つかる。
佐藤 悦子 (78) - 高田敏江（第9話）
夫が昏睡状態に陥り、青林大学病院から転院しなければならなくなったが、自宅から近い病院や施設が見つからず、遠方になると高齢の為に通うこともままならず、夫の世話が出来ないことに悲観する。
佐藤 充 (54) - 中村有志（第9話）
父親が自宅で倒れて意識混濁を起こし、広範な脳梗塞が認められ、重篤な昏睡状態でこの先意識が戻ることはないと医師から告知を受けるが経済的に父親を介護する余力がなく、命を助けず死なせて欲しかったと話す。
佐藤 孝 (80) - 奥田甫
悦子の夫。充の父親。自宅で倒れる。

#### 最終話
三上 よし子 - 大島蓉子
真中形成外科病院看護師。

## スタッフ
- 脚本：永田優子
- 音楽：菅野祐悟
- 演出：高成麻畝子、吉田秋生、渋谷未来
- 演出補：岡嶋純一、武居正能
- 音楽コーディネート：溝口大悟
- 特殊メイク：江川悦子、遠藤温子
- CG：宮崎浩和、酒井基宏
- 選曲 - 近藤隆史
- 医療美術：井口浩
- 医療監修：山口芳裕（杏林大学高度救命救急センター）
- 医療指導：冨名腰文人、山本昌督、山脇由貴子
- 医療協力：堀エリカ（医療コーディネータージャパン）、水谷徹（昭和大学医学部脳神経外科学教室）、宮永和夫（ゆきぐに大和病院）
- スタントコーディネーター：森﨑えいじ
- 編み物指導：山本範子
- プロデューサー：北川雅一 / 沼田通嗣（テレパック）
- プロデューサー補：佐々木雅之、金澤友也、小林孝道
- 製作：テレパック、TBS

## 主題歌
- flumpool「Answer」（A-Sketch）

## サブタイトル
| 各話                                                      | 放送日         | サブタイトル                                                 | 演出       | 視聴率 |
| --------------------------------------------------------- | -------------- | ------------------------------------------------------------ | ---------- | ------ |
| 第1話                                                     | 2012年10月18日 | 研修医は医者にあらず! 失敗出来ない研修が救命救急で今夜始まる | 高成麻畝子 | 8.4%   |
| 第2話                                                     | 2012年10月25日 | 救命救急に配属されて早々、めまぐるしい研修生活が始まった     | 高成麻畝子 | 6.2%   |
| 第3話                                                     | 2012年11月01日 | 選択する勇気!                                                | 吉田秋生   | 9.7%   |
| 第4話                                                     | 2012年11月08日 | 告白する勇気!                                                | 吉田秋生   | 5.6%   |
| 第5話                                                     | 2012年11月15日 | 奇跡の逆転勝利                                               | 渋谷未来   | 7.3%   |
| 第6話                                                     | 2012年11月22日 | 最後の恋・最後の手術                                         | 高成麻畝子 | 4.4%   |
| 第7話                                                     | 2012年11月29日 | 家族だから…二人で作る明日                                    | 吉田秋生   | 5.6%   |
| 第8話                                                     | 2012年12月06日 | 幸せになる覚悟                                               | 渋谷未来   | 5.6%   |
| 第9話                                                     | 2012年12月13日 | 決断の日                                                     | 吉田秋生   | 4.9%   |
| 最終話                                                    | 2012年12月20日 | 旅立ちの時私達は医者だ!                                      | 高成麻畝子 | 8.5%   |
| 平均視聴率 6.7%（視聴率は関東地区・ビデオリサーチ社調べ） |                |                                                              |            |        |

## DVD/Blu-ray
- 2013年4月26日にTCエンタテインメントよりDVD BOX及びBlu-ray BOXが発売。各6枚組（本編ディスク5枚+特典ディスク1枚）。

## 配信
- 2022年6月より大政絢主演の『理想ノカレシ』、7月より増田貴久出演の『オールドルーキー』が放送されることにあわせて、6月5日よりParavi、TVerで期間限定配信。